# Adolf Riebe
Adolf Riebe, né le 9 février 1889 à Vienne (Autriche) et mort dans la même ville le 3 mai 1966, est un joueur et entraîneur autrichien de football.

## Carrière
Pendant sa carrière de footballeur, il joue notamment pour le SpVgg Greuther Fürth de 1912 à 1915, remportant au passage le championnat d'Allemagne de football 1913-1914.
Il commence sa carrière d'entraîneur au SpVgg Greuther Fürth de janvier 1925 à juin 1926. Son premier succès dans cette fonction est le titre de champion d'Allemagne 1925-1926.
En 1926-1927, il devient le dixième entraîneur du Hambourg SV. Il continue dans ce club en tant que joueur et remporte le championnat d'Allemagne de football 1927-1928 en battant en finale le Herta Berlin 5-3 le 29 juillet 1928.
Il est entraîneur du RC Strasbourg de juin 1930 à juin 1932.